# Sociální trojčlennost
Sociální trojčlennost je Rudolfem Steinerem formulovaný ideál uspořádání politického, kulturního i ekonomického života společnosti, o který se zasazují některé antroposofické iniciativy nebo aktivisté. Steiner klade důraz na rozlišování těchto tří vzájemně se silně prolínajících složek (oblastí, sfér) lidské společnosti a spojuje je se třemi ideály Velké francouzské revoluce:
- v politice má být podle něho základem rovnost práv a povinností,
- v kultuře má vládnout svoboda,
- ekonomika má fungovat na základě spolupodílnictví neboli bratrství.